# Veronai Szent Péter
Veronai Szent Péter (1206 – 1252. április 6.) 13. századi katolikus szent, hitszónok, Lombardia inkvizítora, vértanú.

## Élete
Péter a 13. század elején született Veronában. Bár a város lakói a katarokkal szimpatizáltak, mégis katolikus hitben nőtt föl. A bolognai egyetemre járt, amikor megismerkedett Szent Domonkossal, és belépett újonnan alapított prédikáló-rendjébe. Nagy hatású, népszerű hitszónok lett, akinek beszédeire tömegek voltak kíváncsiak. Sok eretneket megtérített. Bár a pápa inkvizítorrá nevezte ki, kétséges, hogy részt vett volna rendes kihallgatáson. Fönnmaradt tőle egy levél, melyben az eretnekek iránti kíméletre és szeretetre figyelmezteti papjait. Egyszerű és szerény ember volt, a véreskezű zsarnok képe a kommunista és antiklerikális történetírás terméke, egykorú dokumentumok alapján nem nevezhető hitelesnek. 1252-ben a Como és Milánó közti úton néhány eretnek brutálisan meggyilkolta. Társát megsebesítették, később belehalt sebeibe.

## Legendája, tisztelete
A leganda aurea színes képekben meséli el életének csodáit. Többek között imájára felhő szállt az égre egyszer, miközben hőség volt, meggyógyított egy bénát, és elűzött egy, a Szűzanya képében megjelenő ördögöt. Halála után már egy évvel szentté avatták, tisztelete főként Itáliában, később Latin-Amerikában terjedt el. Magyarországon kevésbé ismert, és ünnepelt.

## A képzőművészetben
Domonkos habitusban jelenítik meg, attribútumai egy a fejébe ill. mellkasába döfött kés/bárd, pálmaág három koronával, illetve egy nyitott könyv, melyen a Credo( hitvallás) első szakasza olvasható.(ez arra utal, hogy halála előtt vérével a földre írta-,,Credo in unum Deum-Hiszek egy Istenben")

## Érdekesség
Gyilkosai közül az egyik, Balsamói Carino később megtért, és vezekelt bűnéért: kolostorba vonult. Tiszteletből a vértanú iránt, fölvette a Péter nevet, és annyira szent életet élt, hogy halála után boldoggá avatták.